# Юрій Старосольський
Ю́рій Володимирович Старосо́льський (28 лютого 1907, Львів, Австро-Угорщина — 21 жовтня 1991, Сілвер Спрінґ, США) — український вчений-правник у США, Начальний пластун (1972—1991 рр).
Член УВО, дійсний член НТШ та УВАН. Також громадський і пластовий діяч, мандрівник.

## Біографія
Народився 28 лютого 1907 року у Львові, в родині Володимира Якимовича та Дарії Володимирівни Старосольських.
Початкову освіту здобував у школах у Львові, а також у Відні та Лінці (Австрія), куди у часі Першої світової війни емігрував із батьками. З еміграції повертається 1922 року. Того ж року вступає до Пласту та стає членом гуртка «Вовки» Першого пластового полку (пізніше куреня) імені Петра Конашевича-Сагайдачного (до 1925 р.). Його обирають гуртковим, а далі хорунжим куреня. 1923 року відбуває перший гуртковий табір у Ворохті — мандрівка до Дори.
1924 року — учасник Першого Обласного пластового табору в Кам'янці біля Підлютого (Ґорґани) під командуванням Івана Чмоли. Табір містився у стайні для овець, яку пластуни пристосували до ужитку.
У 1924—1930 роках — учасник таборів, що проходили у пластовій оселі «Сокіл» на однойменній горі, які організовували Лісові Чорти. Як правило, був членом проводу. З 1926 року член куреня «Лісові Чорти», у 1928—1930 роках — курінний суддя.
1926 року із відзнакою закінчує Львівську академічну гімназію. Вищу освіту здобуває у Львівському університеті, відділ права — магістр з 1931 року; Українському Вільному Університеті у Празі — докторат з права і політичних наук (1940 рік); Американському університеті у Вашингтоні — магістр політичних наук (1953 рік).
З 1926 року член УВО. 1928 року у десяту річницю Листопадового Зриву вивішує на даху Львівського університету національний прапор. Під час навчання є провідним членом студентських організацій та спортивних клубів — зокрема, головою студентської «Правничої громади» у Львові, головою Секції адвокатських аплікантів, членом «Карпатського Лещатарського Клубу» у Львові.
1929 року дістає завдання від Верховної Пластової Команди підпільно перейти кордон із Закарпаттям, щоб із закарпатськими пластунами їхати на світове скаутське Джемборі до Англії. Проте, коли це не вдалося, таборував із тамтешніми пластунами у Лугах біля Сваляви та відбув мандрівний табір вздовж Закарпатського Підгір'я. 
У 1930 році, крім табору на Соколі відбув тритижневу прогулянку човнами по Волині і Поліссі із куренем Лісові Чорти. Цього ж року польська влада забороняє діяльність Пласту.
У 1931—1939 роках проходить адвокатську практику в канцелярії батька — Володимира Старосольського. По її завершенні успішно складає адвокатський іспит у Львові.
У 1931—1932 роках був обозним (відповідав за господарку та харчі табору), а, насправді, комендантом таборів на «Соколі», які відбувалися під іншими назвами, замість Пласту. 1932 року отримує Перше Пластове Відзначення за «ведення таборів після розв'язання Пласту в особливо важких умовах».
1933 року стає членом пластової делегації на скаутське Джемборі в Ґеделе (Угорщина), завдяки тому, що нелегально перейшов польсько-чехословацький кордон. Того ж року був членом Пластового Проводу.
1931—1939 роки — редактор, а потім співредактор із сестрою Уляною журналу для молоді «На сліді».
У 1935 році написав слова до пісні «Сіріли у сумерку півночі шатра», друкована в журналі «На сліді» під заголовком «При ватрі». Вперше виконана з музикою пластового сеньйора Юрія П'ясецького, ЛЧ на Ювілейній Зустрічі у Міттенвальді 1947 року. Окрім того, є автором слів і музики пластової пісні «Ріками тихими».
Працював у адвокатській канцелярії — в Ярославі (1940—1941 рр.) та у Львові (1941—1944 рр.)
Під час німецької окупації був комендантом пластового табору у Шклі (1942) та комендантом інструкторського табору у Пасічній (1943). У 1942—1945 роках був головним редактором пластового журналу «Дорога».
1945—1947 роки є членом команди СУПЕ (Союзу Українських Пластунів Емігрантів), у 1945 році — керівник Першого Пластового З'їзду на чужині в Карлсфельді (Німеччина). У 1947—1949 роках член Головної Пластової Ради. У 1948 році з'являється його ще й сьогодні цінна книжка про ідеї та методи пластування «Велика гра».
У 1951 році головуючий Першого Крайового Пластового З'їзду в США, котрий відбувся у Нью-Йорку. На цьому З'їзді обирається Головою Крайової пластової ради у США і виконує ці обов'язки до 1953 року.
У 1967—1970 роках знову повертається у склад Головної Пластової Ради, але вже на посаді Голови.
У 1972 році стає Начальним Пластуном усіх пластунів світу. 1977 році отримує Орден Вічного Вогню в золоті за довголітню громадську і, зокрема, наукову діяльність.
Брав участь у всіх Ювілейних Міжкрайових Пластових Зустрічах, що відбулися за його життя. Відбув навколосвітню подорож — у грудні 1986 р. полетів до Австралії на ЮМПЗ через Каліфорнію, а повернувся у січні 1987 року через Азію, Далекий Схід, Європу до CIF. Вертаючись, у час, коли в Україні був Святвечір, засвітив над берегом океану п'ять свічок як символи континентів і згадав усіх пластунів.
Голова Комітету з відзначення 1000-ліття Хрещення України в Америці 1988 року.
Помер у Сілвер Спринг, округ Монтгомері, штат Меріленд, США. Похований на цвинтарі святого Андрія Первозванного у Саут-Баунд-Бруку.

## Родина
- дружина: Оксана Сілецька.
- діти: Анна Старосольська.

## Спорт
Спортивне зацікавлення проявлялося ще в учнівських роках — у 1921—1922 роках як учень австрійської гімназії здобув перше місце зі стрибків у висоту й у стометрівці. Також стає найкращим форвардом футбольної команди, хоч був у ній наймолодшим. У Львові займався лещатарством (член «Карпатського Лещатарського Клубу»), тенісом, легкою атлетикою (ряд перших місць у стрибках у висоту, довжину та потрійному стрибку, стрибках із жердиною) та туризмом (мандрував з пластунами, а також сам у Карпатах).

## Малювання
Від дитячих років малював. Це було родинне захоплення, бо і батько, і дядько, і брат Ігор малювали. В усі мандрівки брав не тільки фотоапарат, але й пензлик. Виставки своїх картин експонував під назвою «Мандрівки з пензлем».
Про своє ставлення до малювання писав: «Все тягнуло мене до малювання, не знаю чому. Зокрема серед природи, яку особливо люблю і відчуваю у формах і барвах. Люблю рисувати або малювати при нагоді подорожей, як свого роду денник з дороги. Маю малюнки з різних частин світу.
Маю теж рисунки з поїзду Ді-Пі. Інші плакали в 'товаровому поїзді', а я маю шкіци.
В кожному разі мені здається, що відтворювати краєвиди олівцем і фарбою є найкращий спосіб 'переживати природу'. Збірка моїх рисунків, або малюнків з датами і місцем малювання є особливим записом з життя».

## Наукова діяльність
Автор університетських підручників «Einführung in das Handelsrecht» (1946), «Нарис карного процесу» (1947) та низки праць: «Basic Principles of Soviet Criminal Law» (1950), «The Principle of Analogy in Criminal Law: an Aspect of Soviet Legal Thinking» (1954), «Догма про володіння права» (1955), «Природа міжнародного злочину» (1963), «Принцип аналогії в карному (совєцькому) праві» 1953 року, яку кваліфіковано на Міжнародному симпозіумі як «справді найглибшу працю в цій ділянці за останні 50 років» («Ost-Probleme», July 1954; Columbia Law Review, Vol. 70 No.2, February 1970).
Професор карного права і теорії права на Українському Вільному Університеті (1944—1949 рр.); професор права на Міжнародному Університеті УНРА в Мюнхені (1947—1949 рр.); професор права на Українському Католицькому Університеті в Римі (від 1974 року був двічі на літніх курсах); керівник філії УКУ у Вашингтоні.
У Вашингтоні працював у Медичній бібліотеці Збройних Сил (1953—1955 рр.) та Бібліотеці Конгресу США у відділі іноземних мов. Досліди для Конгресу проводив у 1955—1977 роках Останніх 7 років був головою цього відділу. Одержав відзначення «Сурпіріор Сервіс Авард». Також у Вашингтоні став членом-засновником і головою «Об'єднання Українців Вашингтону» і головою осередку НТШ.
Був членом Редакційної колегії Енциклопедії Українознавства (також її англомовного варіанту). Дійсний член НТШ та УВАН.

## Журналістика
Писав статті, репортажі, нариси до журналів. Постійний дописувач до газети «Свобода» (70-ті роки), вів рубрику «Між Капітолем і Білим Домом». Одержав Першу нагороду на Другому конкурсі Спілки українських журналістів Америки в Нью-Йорку 1973 року.
Під псевдонімом Володимирко написав ряд оповідань, які були друковані в пластових журналах («Дорога», «Юнак» та інших) — наприклад, «Василик», «Слово Приблуди», «Мавчин жарт» та інші. У 1948 р. публікує статтю «Ідейний виряд пластуна» (Мюнхен), 1970 р. «Мета Пласту» — стаття в «Посібнику зв'язкового» (Торонто).

## Вшанування пам'яті
На честь видатного українця пластовий курінь Уладу пластунів юнаків ч. 29 у Тернополі носить його ім'я.
Згідно з ухвалою Львівської міської ради від 4 липня 2024 року вулицю Олександра Карпінського перейменовано на вулицю Старосольських.